# Ammophila obliquestriolae
Ammophila obliquestriolae är en biart som beskrevs av Yang och Li 1989. Ammophila obliquestriolae ingår i släktet Ammophila och familjen grävsteklar. Inga underarter finns listade i Catalogue of Life.